# Іст-Брютон
Іст-Брютон (англ. East Brewton) — місто (англ. city) в США, в окрузі Ескамбія штату Алабама. Населення — 2293 особи (2020).

## Географія
Іст-Брютон розташований за координатами 31°5′27″ пн. ш. 87°3′19″ зх. д. / 31.09083° пн. ш. 87.05528° зх. д. (31.090708, -87.055379). За даними Бюро перепису населення США в 2010 році місто мало площу 8,92 км², з яких 8,83 км² — суходіл та 0,09 км² — водойми.

## Демографія
Згідно з переписом 2010 року, у місті мешкало 2478 осіб у 992 домогосподарствах у складі 661 родини. Густота населення становила 278 осіб/км². Було 1226 помешкань (137/км²).
Расовий склад населення:
| - 74,7 % — білих - 20,8 % — чорних або афроамериканців - 0,6 % — корінних американців - 2,6 % — осіб інших рас |

До двох чи більше рас належало 1,3 %. Частка іспаномовних становила 3,1 % від усіх жителів.
За віковим діапазоном населення розподілялося таким чином: 26,7 % — особи молодші 18 років, 59,0 % — особи у віці 18—64 років, 14,3 % — особи у віці 65 років та старші. Медіана віку мешканця становила 35,2 року. На 100 осіб жіночої статі у місті припадало 89,4 чоловіків; на 100 жінок у віці від 18 років та старших — 84,4 чоловіків також старших 18 років.
Середній дохід на одне домашнє господарство становив 34 073 долари США (медіана — 26 736), а середній дохід на одну сім'ю — 43 371 долар (медіана — 39 327). Медіана доходів становила 35 625 доларів для чоловіків та 30 382 долари для жінок. За межею бідності перебувало 30,6 % осіб, у тому числі 54,3 % дітей у віці до 18 років та 13,1 % осіб у віці 65 років та старших.
Цивільне працевлаштоване населення становило 784 особи. Основні галузі зайнятості: виробництво — 22,4 %, освіта, охорона здоров'я та соціальна допомога — 15,3 %, роздрібна торгівля — 15,2 %, мистецтво, розваги та відпочинок — 15,1 %.